# André de Montalembert
André de Montalembert (1483–1553), seigneur d'Essé, était un noble et officier français. 

## Biographie
Adolescent, il combat lors des guerres d'Italie, notamment à la bataille de Fornoue . Il est choisi par François Ier comme l'un de ses compagnons d'armes en 1520 lors des tournois du camp du Drap d'Or avec le roi d'Angleterre Henri VIII. 
François Ier disait : « Nous sommes quatre gentilshommes de Guyenne qui combattons contre tous « allants et venants » : moi, Sansac, Essé et Châtaigneraye, ».
En 1542, André de Montalembert est envoyé à Constantinople afin de raviver l'alliance franco-ottomane, mais le sultan Soliman le Magnifique, sous l'influence de son vizir Hadim Suleiman Pacha, refuse d'envoyer une armée dans les Balkans, et promet d'attaquer Charles Quint l'année suivante.
En 1543, il participe au siège de Landrecies.
En 1545, le roi le nomme gentilhomme de la Chambre, fonction qu'il crée cette année-là.
En 1548, Henri II l'envoie à la tête de 6 000 hommes en Écosse afin de soutenir le régent Hamilton, attaqué par les Anglais lors du Rough Wooing. Il est nommé lieutenant-général de l'Armée et de la Marine en Écosse. D'Essé participe au Parlement d'Écosse, proposant le mariage de la reine Marie Stuart avec le dauphin de France François, ce qui est accepté à l'unanimité. Il participe en octobre 1548 au siège de Haddington, occupé par les Anglais, mais est battu. Il s'empare cependant d'Inchkeith le 20 juin 1549. Il retourne à Paris en triomphe. Pour son service en Écosse, d'Essé est fait chevalier de l'ordre de Saint-Michel.
Il dirige la résistance de la ville de Thérouanne contre les assauts des troupes de Charles Quint. 
Il y trouve la mort le 12 juin 1553, tandis que François de Montmorency, son lieutenant, y est fait prisonnier.

## Généalogie
François-Alexandre Aubert de La Chenaye-Desbois a entrepris la généalogie des différentes branches de la famille de Montalembert.
La branche d'Essé (décrite en pages 238 et 239 de son Dictionnaire de la noblesse … ) est issue de Jean III († 1411), avec son second fils Jacques, seigneur de Beauregard. Ainsi, André de Montalembert, le cadet, fait partie d'une fratrie de 7 : Jean son frère aîné (sans enfants); Augier ; Léon ; Gabrielle ; Françoise et Marie.